# Loučka (okres Zlín)
Obec Loučka (německy Kleinwiese) se nachází v okrese Zlín ve Zlínském kraji. Žije zde 431 obyvatel. Obec se nečlení na části, má ale dvě katastrální území: Loučka I a Loučka II.

## Historie
První písemná zpráva o Loučce je v zakládající listině vizovického cisterciáckého kláštera z 20. 8. 1261, kdy pan Smil, královský kastelán na hradě Brumov, daroval klášteru cisterciáků ve Vizovicích osadu Vizovice s okolními dědinami. Mezi nimi je poprvé jmenována i Loučka. (Darovací listina je psána Latinsky a na ní je doslovně uvedeno „Lutsch“).
Během posledního roku druhé světové války byla místem častých přesunů vojsk, které zásobovali německé jednotky na východní frontě. Vojenské kolony, které přijížděli směrem od Vizovic, však byly často napadány partyzány. Na tyto útoky reagovalo vizovické gestapo plány na likvidaci obce. O způsobu likvidace vyjednával velitel gestapa s místním starostou Josefem Hlavičkou dne 22. dubna 1945. Toho dne bylo vypáleno 7 hospodářských budov a majitelům těchto budov byl také odebrán veškerý majetek. Dne 1. května došlo dalšímu útoku partyzánu na německé kolony, a proto byla na 2. květen 1945 naplánována úplná likvidace obce. K likvidaci však nedošlo díky vstupu rumunské armády na území obce.

## Loučka 1945
Loučka 1945 je název krátkometrážního dokudramatu, který zachycuje osudové události v obci na konci druhé světové války. Všechny vesničany a představitele obce ztvárnili jejich potomci a současní obyvatelé Loučky.

## Pamětihodnosti
- Pomník padlým letcům za druhé světové války
- Vojenské muzeum Loučka - Pearl Harbor
- několik křížů

## Galerie

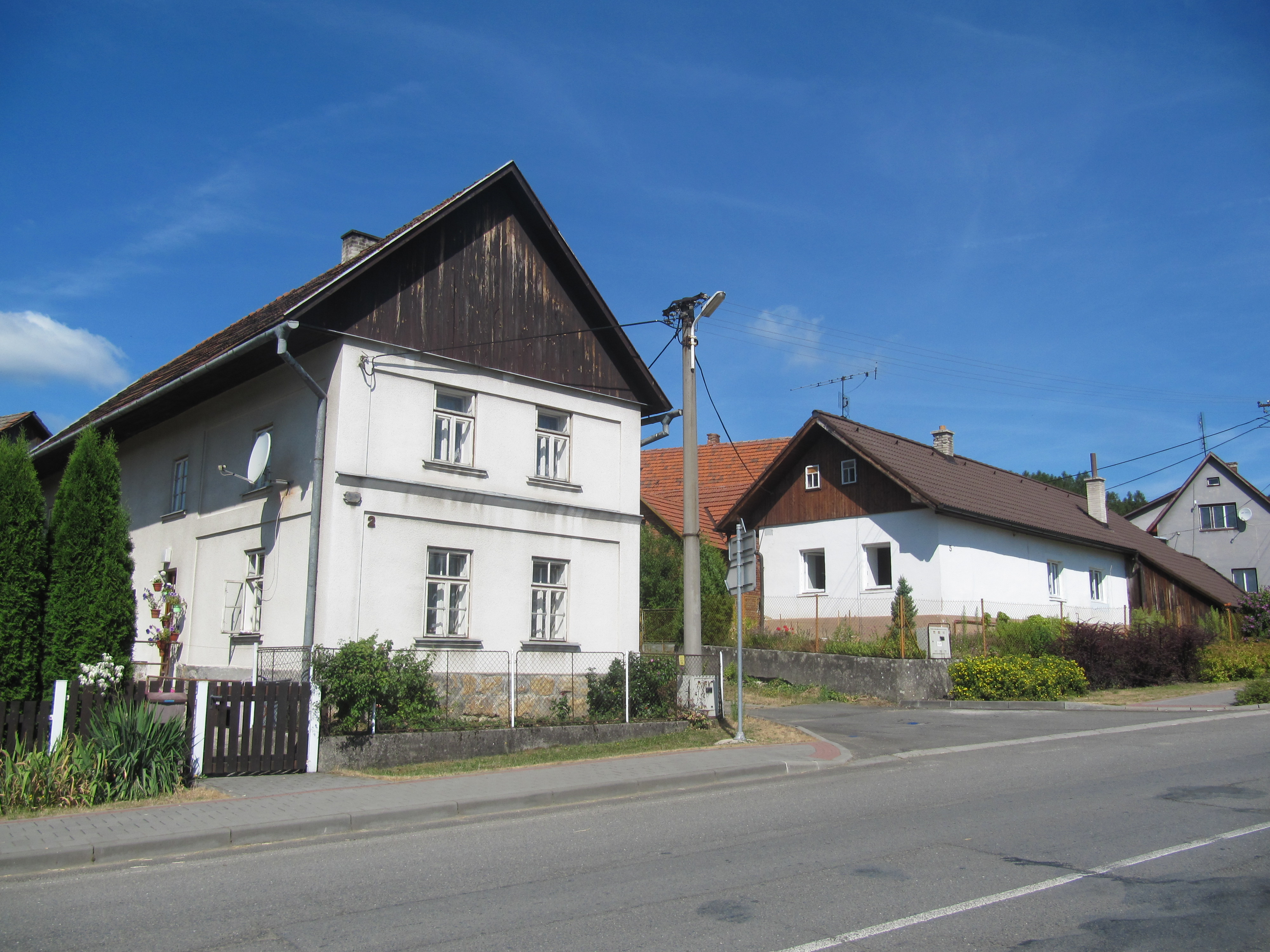
Domy č.p. 2 a 5
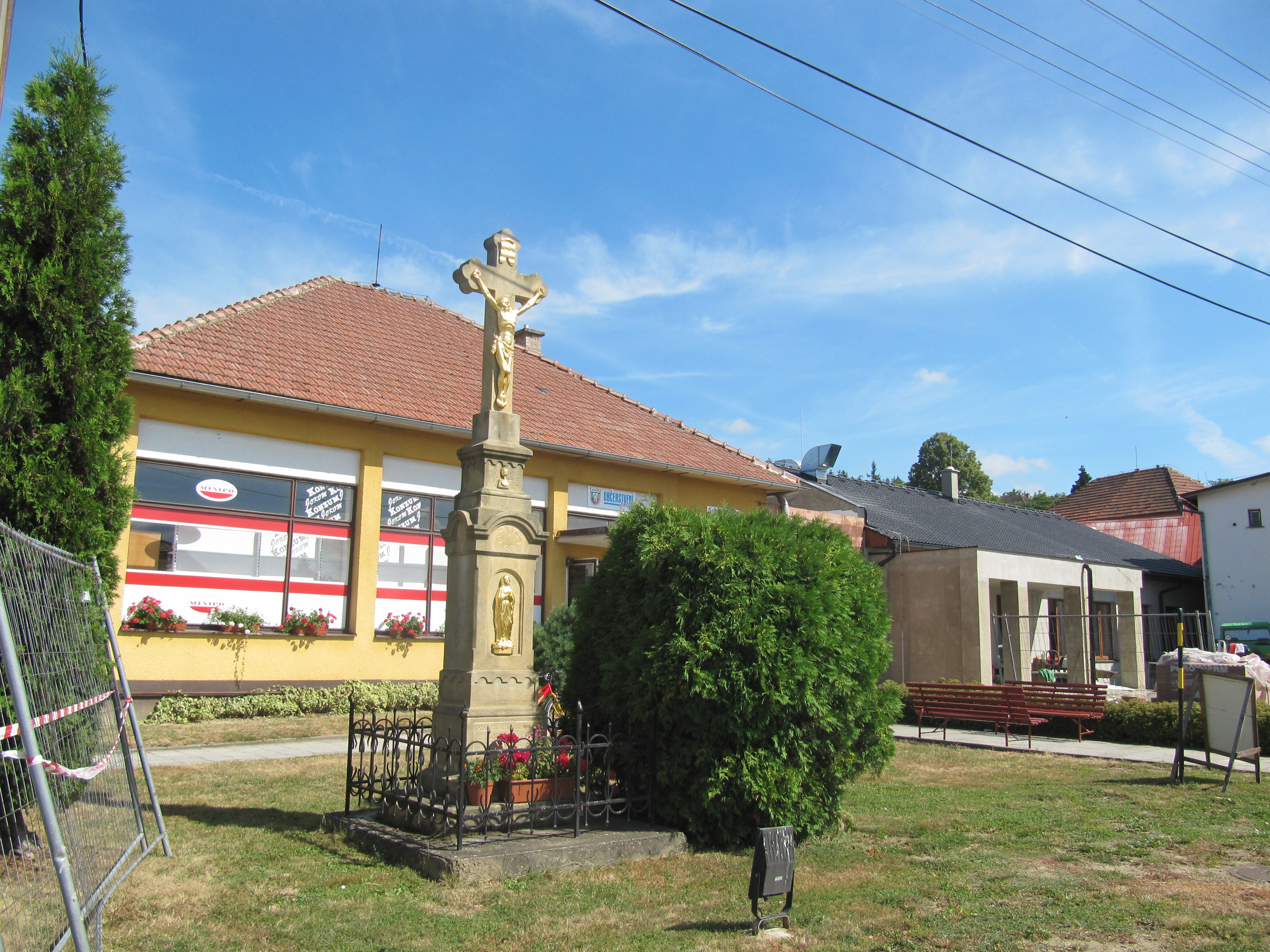
Kříž u obchodu
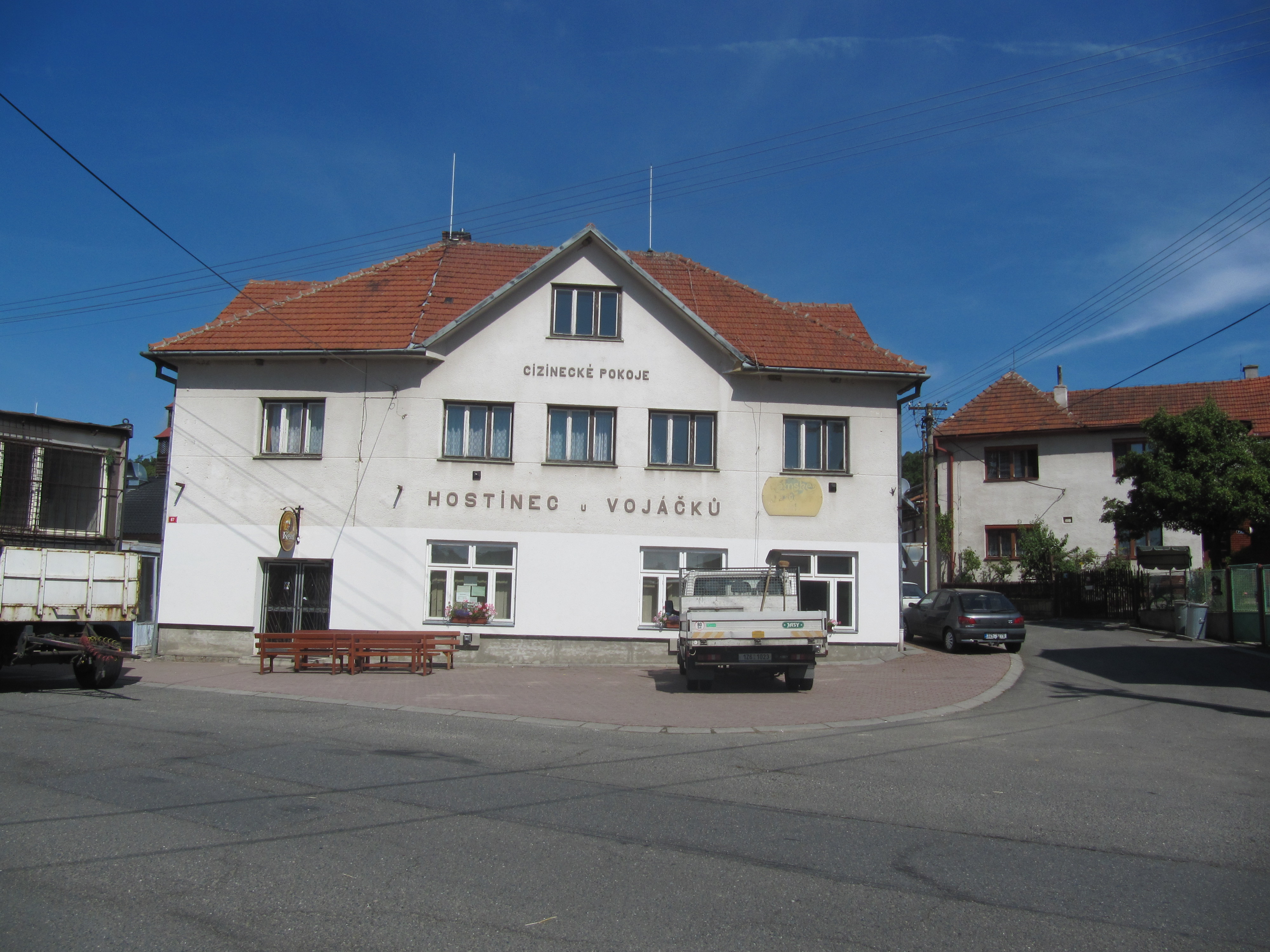
Hostinec U Vojáčků
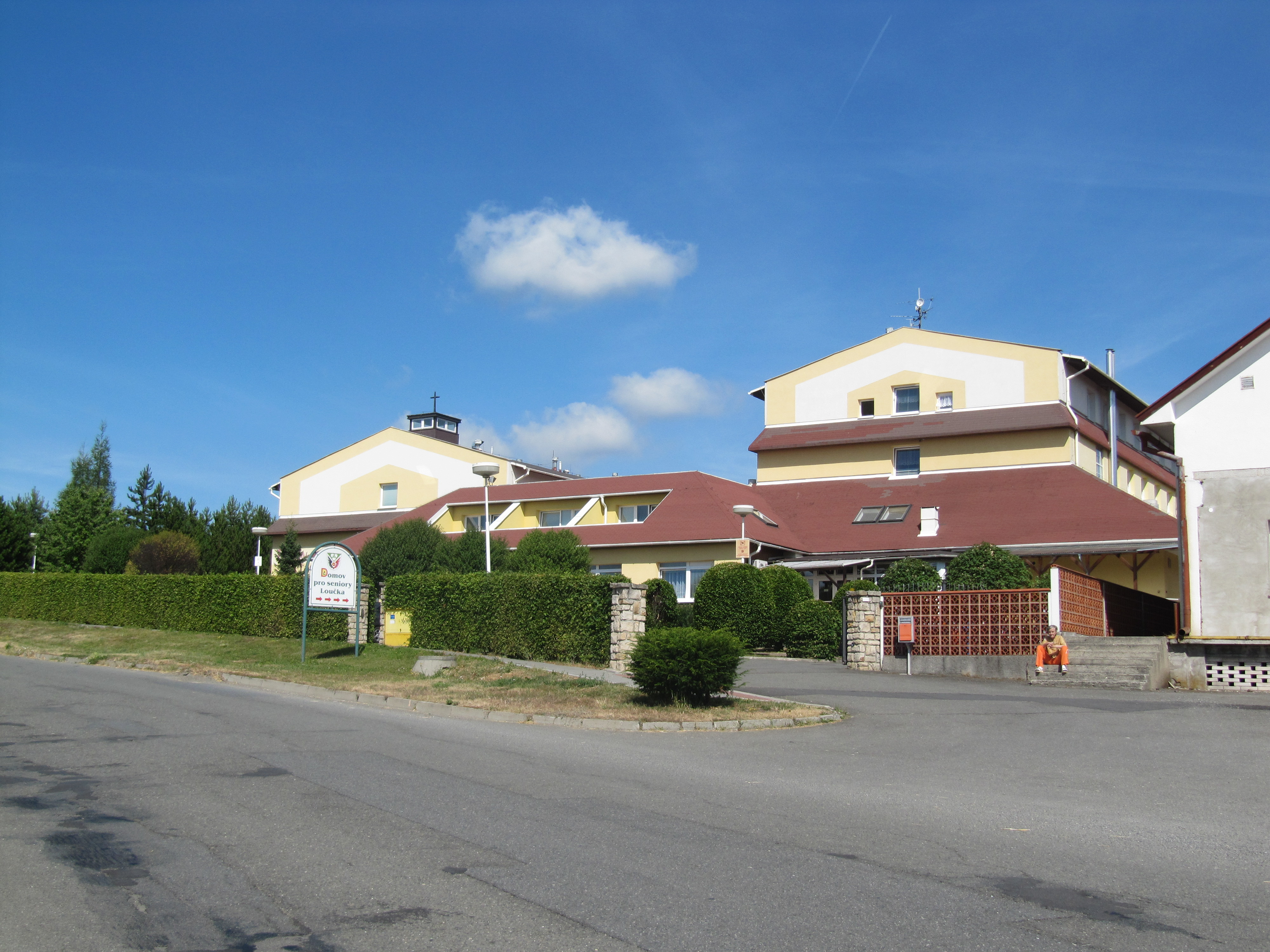
Domov pro seniory
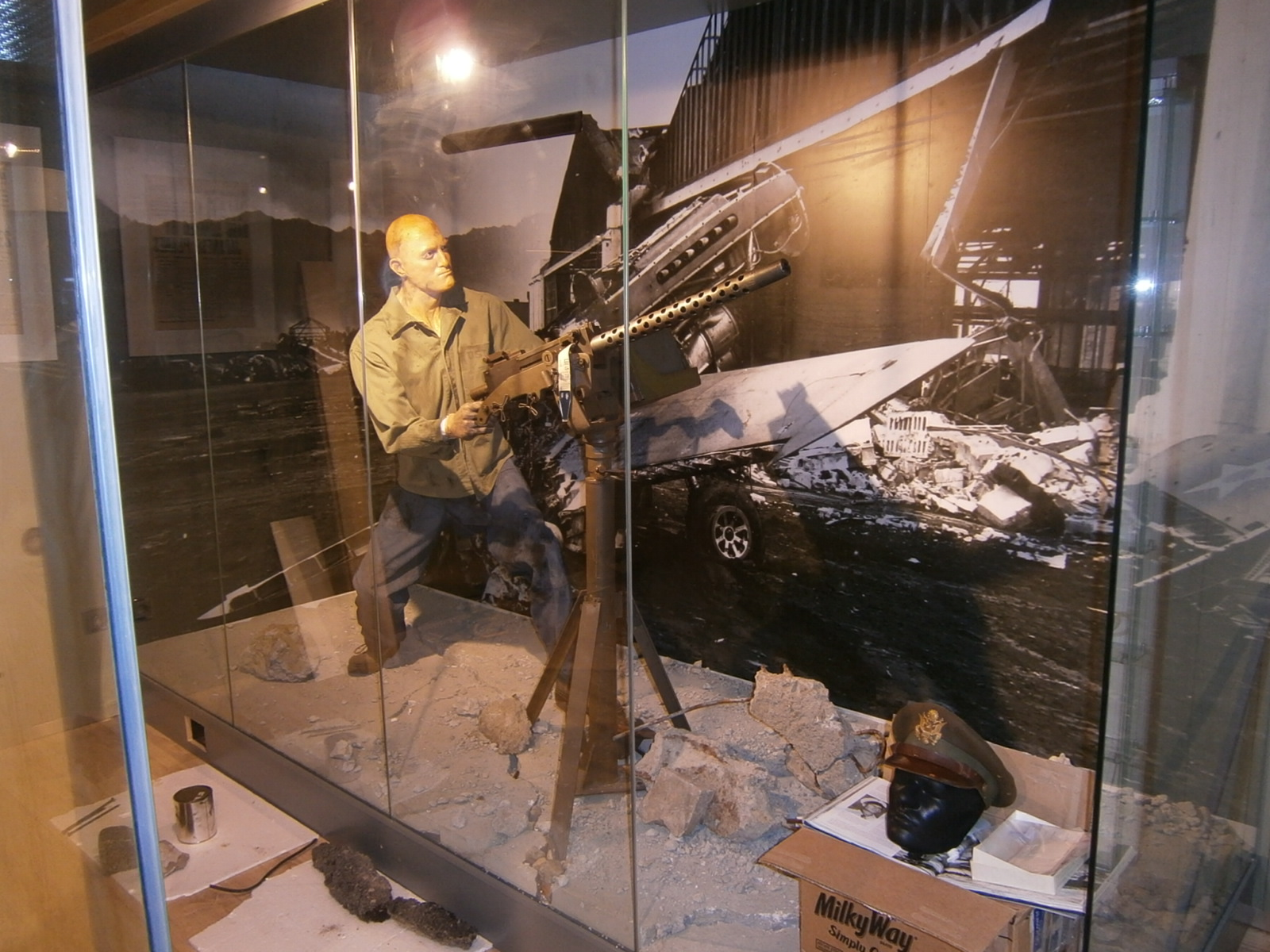
Expozice vojenského muzea